# Bob az 1994. évi téli olimpiai játékokon
Az 1994. évi téli olimpiai játékokon a bob versenyszámait Hunderfossenben rendezték meg február 19. és 27. között. A férfiaknak két versenyszámban osztottak érmeket.

## Éremtáblázat
(Az egyes számoszlopok legmagasabb értéke, vagy értékei vastagítással kiemelve.)
| Az 1994. évi téli olimpiai játékok éremtáblázata bobban | Az 1994. évi téli olimpiai játékok éremtáblázata bobban | Az 1994. évi téli olimpiai játékok éremtáblázata bobban | Az 1994. évi téli olimpiai játékok éremtáblázata bobban | Az 1994. évi téli olimpiai játékok éremtáblázata bobban | Olimpia  |
| ------------------------------------------------------- | ------------------------------------------------------- | ------------------------------------------------------- | ------------------------------------------------------- | ------------------------------------------------------- | -------- |
|                                                         | Ország                                                  | Arany                                                   | Ezüst                                                   | Bronz                                                   | Összesen |
| 1.                                                      | Svájc (SUI)                                             | 1                                                       | 2                                                       | 0                                                       | 3        |
| 2.                                                      | Németország (GER)                                       | 1                                                       | 0                                                       | 1                                                       | 2        |
|                                                         |                                                         |                                                         |                                                         |                                                         |          |
| 3.                                                      | Olaszország (ITA)                                       | 0                                                       | 0                                                       | 1                                                       | 1        |
|                                                         |                                                         |                                                         |                                                         |                                                         |          |
| Összesen                                                | Összesen                                                | 2                                                       | 2                                                       | 2                                                       | 6        |

## Részt vevő nemzetek
A versenyeken 30 nemzet 155 sportolója vett részt.
- Amerikai Szamoa (ASA) (2)
- Amerikai Virgin-szigetek (ISV) (6)
- Ausztrália (AUS) (4)
- Ausztria (AUT) (9)
- Bosznia-Hercegovina (BIH) (5)
- Bulgária (BUL) (2)
- Csehország (CZE) (4)
- Egyesült Államok (USA) (10)
- Franciaország (FRA) (8)
- Görögország (GRE) (2)
- Hollandia (NED) (2)
- Jamaica (JAM) (4)
- Japán (JPN) (5)
- Kanada (CAN) (8)
- Lettország (LAT) (8)
- Magyarország (HUN) (2)
- Monaco (MON) (4)
- Nagy-Britannia (GBR) (8)
- Németország (GER) (12)
- Olaszország (ITA) (9)
- Örményország (ARM) (2)
- Oroszország (RUS) (6)
- Puerto Rico (PUR) (5)
- Románia (ROU) (4)
- Svájc (SUI) (10)
- Svédország (SWE) (4)
- San Marino (SMR) (2)
- Tajvan (TPE) (2)
- Trinidad és Tobago (TRI) (2)
- Ukrajna (UKR) (4)

## Érmesek
| Az 1994. évi téli olimpiai játékok érmesei bobban |                                                                                        |         |                                                                            |         |                                                                                      |         |
| Versenyszám                                       | Arany                                                                                  | Arany   | Ezüst                                                                      | Ezüst   | Bronz                                                                                | Bronz   |
| Kettes                                            | Svájc (SUI) · Gustav Weder · Donat Acklin                                              | 3:30,81 | Svájc (SUI) · Reto Götschi · Guido Acklin                                  | 3:30,86 | Olaszország (ITA) · Günther Huber · Stefano Ticci                                    | 3:31,01 |
| Négyes                                            | Németország (GER) · Harald Czudaj · Karsten Brannasch · Olaf Hampel · Alexander Szelig | 3:27,78 | Svájc (SUI) · Gustav Weder · Donat Acklin · Kurt Meier · Domenico Semeraro | 3:27,84 | Németország (GER) · Wolfgang Hoppe · Ulf Hielscher · René Hannemann · Carsten Embach | 3:28,01 |